# Rinaldo (crociato)
Rinaldo è un personaggio letterario, uno dei più importanti cavalieri che partecipano alla Prima crociata nella Gerusalemme liberata di Torquato Tasso.
Il personaggio non va confuso con l'omonimo cavaliere del ciclo carolingio, cugino di Orlando nonché protagonista di molti cantari, romanzi cavallereschi e poemi, tra cui il Rinaldo scritto dallo stesso Tasso.
La figura storica di Rinaldo di Châtillon potrebbe essere alla base della creazione tassiana benché si tratti di uno dei protagonisti della Seconda crociata.

## NellaGerusalemme liberata
Figlio di Bertoldo, Rinaldo, cavaliere crociato di Goffredo di Buglione, uccide un commilitone, Gernando, perché posseduto, e scappa poi dall'accampamento per la vergogna. Successivamente viene catturato dalla maga musulmana Armida che lo irretisce tenendolo con sé nella sua dimora incantata per impedirgli di continuare la guerra. Rinaldo viene così creduto morto dall'esercito cristiano: Goffredo, messo sotto accusa, manda due soldati in cerca del guerriero. Dopo varie vicissitudini Rinaldo abbandona Armida e torna a combattere. In seguito la maga raggiunge Rinaldo e tenta di uccidersi sotto i suoi occhi, ma l'eroe cristiano la ferma. A quel punto Armida pronuncia alcune parole con le quali allude a una sua intenzione di convertirsi al cristianesimo, per non perdere Rinaldo, di cui ormai non può far a meno.

## Rinaldo nella letteratura post-tassiana
Il personaggio è stato ripreso in:

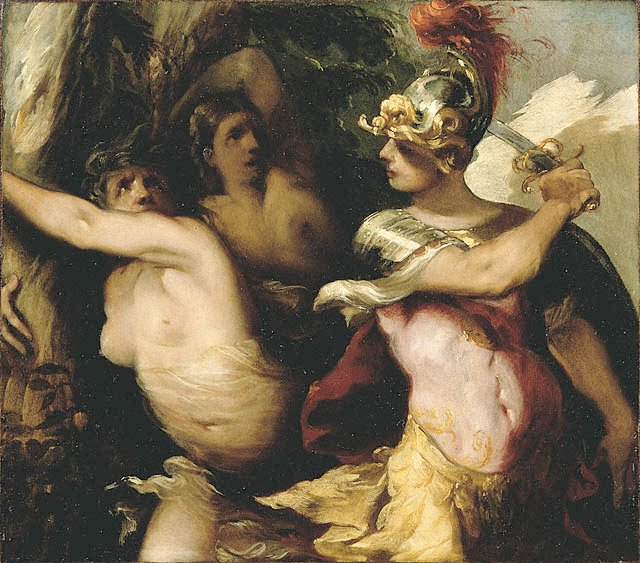
Rinaldo nella foresta incantata, dipinto di Francesco Maffei.

- Rinaldo appassionato, di Ettore Baldovinetti
- Renaud, tragedia in musica di Henri Desmarets
- Armida, opera di Antonín Dvořák
- Armide, tragedia lirica di Christoph Willibald Gluck
- Armide, tragedia lirica di Jean-Baptiste Lully
- Rinaldo, opera di Haendel
- Armida, opera di Joseph Haydn
- Armida, opera di Gioachino Rossini
- Renaud, opera di Antonio Sacchini
- Armida, opera di Antonio Salieri
- Il Rinaldo, opera di Pëtr Alekseevič Skokov su libretto di Carlo Sernicola
- Rinaldo, opera di Antonio Tozzi

## Rinaldo nell'arte
La vicenda di Rinaldo e Armida è stata immortalata da molti artisti, primo fra tutti Giambattista Tiepolo, che incentrò sulla coppia gli affreschi della Stanza della Gerusalemme Liberata nella Villa Valmarana e raffigurò i due personaggi anche in altre opere.